# La Prison en folie
La Prison en folie è un film del 1931 diretto da Henry Wulschleger.

## Trama
Un giovane fannullone e senza un soldo, si ritrova direttore di una prigione per poi ritrovarsi lui stesso dietro le sbarre.